# Clorofila (Jorge Verdin)
Clorofila (Jorge Verdín) fue uno de los pioneros del Nortech (Norteño-techno), género musical que se originó en Tijuana, México. El nombre de Clorofila es el nombre artístico de Verdín, pero originalmente se refería a la colaboración musical entre Verdín y Fritz Torres, con quien también colaboró como diseñador gráfico. Clorofila primeramente se dio a conocer como un miembro del colectivo de música llamado Nortec Collective, el cual incluía una serie de actos. Empezando en 1999, estos artistas tomaron intentos previos de mezclar sonidos electrónicos y modernos, con norteños y de banda, para consolidar y promover un estilo que hablara por la experiencia de la frontera en Tijuana. El éxito de este grupo llevó al lanzamiento de dos álbumes y un tour multinacional, pero el colectivo se separó en el 2007.
Desde entonces Clorofila se ha presentado y ha lanzado dos álbumes de solista, que han tenido éxito en diferentes lugares. Verdín continúa trabajando como diseñador gráfico en proyectos relacionados con la industria de la música, así mismo como mezclador para varios artistas tales como Beck, Mochipet, Tremor y Matias Aguayo.  

## Vida
Jorge Verdín nació en Los Ángeles, pero creció en Tijuana en los 1970s y 1980s en la época en donde la ciudad no era parte cultural de México o Estados Unidos, con tanto intercambio cultural, incluso la cultura británica influenció en la música, tal como el punk.
Verdín estudió en el programa de diseño de la Universidad de San Diego y obtuvo un título en diseño gráfico del Colegio Centro de Arte de Diseño.
Paso sus últimos años en Pasadena, pero trabajaba en Tijuana.
El 17 de abril de 2024 se confirmó su fallecimiento. 

## Carrera
Verdín trabajó bajo el nombre de Clorofila, una colaboración musical que él empezó a finales de los 1990s junto con Fritz Torres, con quien también ha trabajado en el grupo de diseño gráfico Cha3. Clorofila primero se dio a conocer al público como un miembro fundador de Nortec Collective en 1993, grupo que incluía a Plankton Man (Ignacio Chávez), Bostich (Ramón Amezcua), Fussible (Pepe Mogt y Melo Ruiz) y Clorofila (Jorge Verdín y Fritz Torres). El colectivo era una colaboración de cinco proyectos musicales, cada uno trabajando en la mezcla de música electrónica para bailar con los estilos musicales del norte de México. El propósito del colectivo era no ser un grupo musical, sino una manera para los integrantes de desarrollarse y promover su estilo de música. Verdín y Nortec no eran los primeros o los únicos músicos que experimentaban con música electrónica en Tijuana. Verdín argumenta que esto ha existido durante mucho tiempo, pero era esporádico. El colectivo tuvo éxito a principios de los 2000s, y el lanzamiento de su primer álbum The Tijuana Sessions Vol. 1. los llevó a hacer giras por los Estados Unidos, México, Sudamérica, Europa y Japón, presentándose en diferentes lugares desde grandes clubs hasta festivales culturales(Coachella (USA), PepsiFest (Argentina), Roskilde (Dinamarca) y Expo Aichi 2005 (Japón), Festival Internacional Cervantino (México) y el Vive Latino(México)), galerías de arte, arenas de lucha, e incluso el prestigiado Palacio de Bellas Artes en la Ciudad de México. En el 2005, Tijuana Session Vol 3 fue lanzado con cuatro canciones de Clorofila junto con el diseño de portada del álbum de él mismo. El disco fue nominado a un Grammy Latino por Mejor Disco Alternativo. Una de las canciones de Clorofila en este álbum, Almada, fue elegida para el videojuego FIFA 2005, y un sencillo hecho en colaboración con Panoptica Olvidela Compa fue usado en la película La Mujer de Mi Hermano.
Como Verdín y su compañero Torres eran diseñadores gráficos, dirigieron la identidad visual de Collective, permitiéndoles distinguirse de proyectos musicales similares. Frecuentemente tomaban elementos de la cultura popular de la frontera, incluyendo la cultura del narcotráfico: imitaciones de playeras Versace, sombreros y botas vaqueras, llamadas "narcochic". Un ejemplo temprano de un diseño gráfico en este sentido fue en la edición 1999-2000 del El sueño de la gallina , en fazine ecléctica, publicado por Cha3, escritores e intelectuales locales. Sus ideas y sensación se incorporaron en el Colectivo Nortec que surgió al mismo tiempo. Las portadas de álbum y más que Verdín produjo con Torres fueron publicadas en un libro llamado El Paso del Nortec por la editorial Trilice.
Un problema que tenía Nortec era que no fue visto como una colección de varios actos, sino más bien como un solo grupo, en parte debido a la unificación de etiquetado y diseño gráfico. La aparición de Nortec en proyectos en solitario se convirtió en un problema, especialmente cuando dos miembros, Bostich y Fussible, anunciaron unilateralmente el final del colectivo.
Además, el nombre Clorofila, se convirtió en un seudónimo de Verdín solo. Clorofila lanzó su primer esfuerzo como solista llamado Corridos Urbanos, usando aún la etiqueta "Nortec Collective Presents".  Sin embargo, este álbum era puramente propio esfuerzo de Verdín, sin moderación del resto del grupo.
En el lanzamiento en 2010, Corridos Urbanos llegó al número uno en la lista de Música electrónica de iTunes, a pesar de la falta de promoción importante. El sencillo Baby Rock Rock fue muy solicitado en las radios alternativas y llegó el Top 20 en la cuenta regresiva anual de Lo Más Popular de 2010 en Reactor FM.
Con su segundo disco en solitario, Ahorita Vengo, en coproducción con Ducado Records y el promotor/productor Ricardo Guzmán;  Verdín dejó la etiqueta Nortec, decidiendo que era mejor dejar de depender de la referencia y creó una identidad totalmente independiente y Post Nortec. Verdín ahora llama Nortec a un estilo o género musical, a pesar de que está todavía muy identificado con el colectivo de artistas originales.
Clorofila ha trabajado los vocalistas Fernanda Karolys, Supina Bytol y Robin Abernathy, así como la Banda Agua Caliente, bandas locales de música norteña de Tijuana y David J de la Bauhaus y Love and Rockets. En 2010 , el artista tocó obras de Corridos Urbanos en el escenario, recorriendo México con Banda Agua Caliente, un espectáculo que fue nominado para el premio Lunas del Auditorio Nacional a la Mejor Interpretación de Música Electrónica.
Clorofila tiene una colaboración con la compañía de teatro de vanguardia Línea de Sombra , para el que escribe canciones para sus producciones. Para el Festival Internacional Cervantino del 2014, Verdín escribió la música para la producción del Artículo 13 de Línea de Sombra. Ha colaborado y producido remixes de Beck, Mochipet, Tremor, Matias Aguayo, Rigo Tovar y Radiokijada, ambos con Nortec y solitario.
Como diseñador, ha creado portadas de discos de Mil Records, sobre todo para sus operaciones de Tijuana, así como los de Nortec Collective y otra publicidad para el grupo. Gran parte de su obra ha sido publicada en varias revistas tales como Communication Arts, Time y las revistas de Pulse. Trabaja como director de arte en Rubin Postear Associates en Santa Mónica y ha realizado un trabajo independiente para varios otros sellos discográficos y otros artistas.

## Habilidad Artística
La cultura del norte de México ha influido en gran medida tanto la música y el trabajo de diseño de Verdín. Musicalmente, es una de las fuerzas formativas de Nortech como un estilo musical, una mezcla de música electrónica de baile (bloques de sonido, muestreos, manipulación por computadora, etc), con los sonidos populares del norte de México, en especial norteño (acordeón, tarola, bajo sexto ) y la banda (tuba, trompeta, clarinete, tarola). Clorofila es la interpretación personal de Verdín de ese estilo, que difiere significativamente de los otros miembros de Nortec Collective. Su música también se ve influida por la de New Order, Donna Summer, György Ligeti y Herb Alpert’s Tijuana Brass.
Nortec surgió de Verdín y la experiencia de vivir en la frontera con los otros miembros del colectivo, en los mismos márgenes de la cultura mexicana y en una zona muy influida por los Estados Unidos. Afirma que su música trata de transmitir la situación social y política del norte de México, especialmente Tijuana, que es un punto importante para la inmigración ilegal, así como el tráfico de drogas. La ciudad en sí todavía tiene barrios sin tuberías de agua, a pesar de estar a sólo tres horas de distancia de Los Ángeles y Hollywood, lo que lleva a una situación en que el artista llama "esquizofrénico".